# CMTM5
CMTM5 (англ. CKLF like MARVEL transmembrane domain containing 5) – білок, який кодується однойменним геном, розташованим у людей на 14-й хромосомі. Довжина поліпептидного ланцюга білка становить 223 амінокислот, а молекулярна маса — 24 653.
| 10         |  | 20         |  | 30         |  | 40         |  | 50         |
| ---------- |  | ---------- |  | ---------- |  | ---------- |  | ---------- |
| MLSARDRRDR |  | HPEEGVVAEL |  | QGFAVDKAFL |  | TSHKGILLET |  | ELALTLIIFI |
| CFTASISAYM |  | AAALLEFFIT |  | LAFLFLYATQ |  | YYQRFDRINW |  | PCLLQGHGQS |
| GGPHPLDLLS |  | HSAKVQPQPW |  | PGLTPPGWHT |  | PAAVPWVPAP |  | APGFWSWLLW |
| FICFHSLGSS |  | DFLRCVSAII |  | IFLVVSFAAV |  | TSRDGAAIAA |  | FVFGIILVSI |
| FAYDAFKIYR |  | TEMAPGASQG |  | DQQ        |  |            |  |            |

A: Аланін

C: Цистеїн

D: Аспарагінова кислота

E: Глутамінова кислота

F: Фенілаланін

G: Гліцин

H: Гістидин

I: Ізолейцин

K: Лізин

L: Лейцин

M: Метіонін

N: Аспарагін

P: Пролін

Q: Глутамін

R: Аргінін

S: Серин

T: Треонін

V: Валін

W: Триптофан

Кодований геном білок за функцією належить до цитокінів. 
Задіяний у таких біологічних процесах, як хемотаксис, альтернативний сплайсинг. 
Локалізований у мембрані.